# Rapa (serie de televisión)
Rapa es una serie de televisión española creada y escrita por Pepe Coira y Fran Araújo y dirigida en parte por Jorge Coira para Movistar Plus+. Está protagonizada por Javier Cámara y Mónica López y producida por Portocabo, una productora independiente. La primera temporada fue estrenada al completo el 19 de mayo de 2022.
La segunda temporada se estrenó al completo el 16 de junio de 2023. La tercera y última temporada se estrenó el 12 de septiembre de 2024.

## Trama
Amparo Seoane, la alcaldesa de Cedeira (La Coruña) y la mujer con más poder de la zona, es asesinada. Investigar el crimen va a convertirse en una obsesión para Maite, sargento de la guardia civil, y para Tomás, único testigo del asesinato. Para Maite, buscar al asesino es una obligación, es su oficio. Para Tomás, que es profesor de Literatura en el instituto y a quien nadie ha dado vela en este entierro, es la oportunidad –posiblemente la última– de vivir una historia como las que le apasiona leer, y quizá así poder contarla. Ambos abrirán una investigación que afectará al conjunto del pueblo. Todos, de un modo u otro, estaban relacionados con Amparo. Todos tenían algo que ganar o que perder con su muerte.
La segunda temporada, se tratan 2 casos diferentes de asesinato, uno en el interior del arsenal militar de Ferrol, y un caso a punto de prescribir al cumplirse 20 años del hecho.
En la tercera temporada, Maite investiga el secuestro de la hija de una familia pudiente y Tomás tratará de ayudar a un amigo acusado de asesinato.

## Reparto

### Temporada 1

#### Principal
- Javier Cámara como Tomás Hernández
- Mónica López como Maite Estévez García
- Lucía Veiga como Norma Muiños Álvarez
- Eva Fernández como Dubra Varela Seoane
- Jorge Bosch como Segura
- Berta Ojea como Balbina Álvarez
- Ricardo de Barreiro como Samuel Varela Seoane
- Toni Salgado como Eliseo Bastida Seara
- Santi Prego como Ceide
- Iria Sobrado como Helena Beira
- Paula Morado como Paquita (episodio 1- episodio 2)
- Tito Asorey como Darío Cimadevila
- Adrián Ríos como Manuel Bolaño

con la colaboración especial de
- Mabel Rivera como Amparo Seoane (Episodio 1 - Episodio 2)
- Manuel Millán como Hermano de Ricardo (Episodio 3)
- Antonio Mourelos como Antonio (Episodio 4)

#### Recurrente
- Xavier Estévez como Casal (Episodio 1; Episodio 3 - Episodio 6)
- Nacho Castaño como Matías Costenla
- Víctor Mosqueira como Roberto Jiménez Fernández (Episodio 1 - Episodio 4; Episodio 6)
- César Cambeiro como Anxo Maneiro (Episodio 1 - Episodio 5)
- Cris Collazo como Ángela
- Denís Gómez como Pablo Martínez Sánchez
- Belén Constenla como Celia (Episodio 1 - Episodio 2; Episodio 4)
- Laura Ponte como Rosaura (Episodio 1 - Episodio 4; Episodio 6)
- Isabel Vallejo como Consuelo Castro (Episodio 1 - Episodio 5)
- Fran Paredes como Álvaro (Episodio 1 - Episodio 3)
- Raúl Alonso como Juárez (Episodio 1 - Episodio 3)
- Lara Boedo como Xana (Episodio 1 - Episodio 4)

### Temporada 2

#### Principal
- Javier Cámara como Tomás Hernández
- Mónica López como Maite Estévez García
- Darío Lourerio como Tacho
- Federico Pérez como Amador Fernández Caldaloba
- Melania Cruz como Chamorro Arias
- Carlos Blanco como Yllana
- Iolanda Muíños como Jueza Togado
- Evaristo Calvo como Laureano Sedes
- Adrián Ríos como Manuel Bolaño
- Fran Lareu como Ignacio Cuellar
- Chisco Amado como Carlos Gil

con la colaboración especial de
- Lucía Veiga como Norma Muiños Álvarez (Episodio 4 - Episodio 6)

#### Recurrente
- Xavier Estévez como Casal (Episodio 1; Episodio 4 - Episodio 6)
- Pepe Ocio como Raúl Orozco (Episodio 1 - Episodio 4)
- Nacho Castaño como Matías Costenla (Episodio 1; Episodio 3)
- Daniel Currás como Corbelle (Episodio 1; Episodio 3 - Episodio 6)
- Cris Collazo como Ángela
- Tito Refoxo como Sebastián
- Áxel Fernández como Bruno (Episodio 1 - Episodio 4; Episodio 6)
- Sarela Montes como Estela Maris
- Xúlio Abonjo como Juanjo (Episodio 2 - Episodio 6)
- Jaime Zatarain como Iván (Episodio 2; Episodio 4 - Episodio 6)
- Sabela Arán como Cristina Freire (Episodio 2 - Episodio 4)
- Roberto Leal como Ricardo Troncoso (Episodio 2; Episodio 4 - Episodio 6)
- Juan González como Roi (Episodio 2 - Episodio 6)
- Estíbaliz Vega como Palmira Sineiro (Episodio 3 - Episodio 4; Episodio 6)
- Sheyla Fariña como Stella (Episodio 4 - Episodio 5)
- Denís Gómez como Pablo Martínez Sánchez (Episodio 5)
- Manuela Varela como Clara (Guardia civil) (Episodio 2; Episodio 5)

### Temporada 3

#### Principal
- Javier Cámara como Tomás Hernández
- Mónica López como Maite Estévez García
- Darío Lourerio como Tacho
- Cristina Castaño como Inma Támoga
- Diego Anido como Senén
- Aida Oset como Paula Yuste
- Miguel de Lira como Antón Noya
- Sheyla Fariña como Lilith Támoga
- Adrián Ríos como Manuel Bolaño
- Eva Barreiro como Lúa Rodríguez Támoga
- Xosé Manuel Esperante como Jonás Támoga

con la colaboración especial de
- Mercedes Sampietro como Fátima

#### Invitado
- Machi Salgado como Santiago (Episodio 1 - Episodio 4)
- Patricia de Lorenzo como Obdulia (Episodio 1 - Episodio 4)
- Nacho Castaño como Matías Costenla (Episodio 1)
- Cris Collazo como Ángela (Episodio 1)
- Patricia Torres como Celia (Episodio 1 - Episodio 3)
- Carlos Sante como Julio (Episodio 1 - Episodio 3)
- Fer Fraga como Mateo Conde (Episodio 1 - Episodio 3)
- Marcos Orsi como Daniel Costas (Episodio 1 - Episodio 2)
- Vicente Mohedano como Isma (Episodio 1 - Episodio 3)
- Abelo Valis como Miro (Episodio 1 - Episodio 2)
- Alfonso Agra como Canales (Episodio 1)
- Clara Segura como Carla (Episodio 2 - Episodio 3)
- Raquel Espada como Emilia (Episodio 2 - Episodio 4)
- Isabél Zuaa como Marwa (Episodio 2)
- Íker Rúiz como Tony (Episodio 2 - Episodio 3)
- Tacho González como Valdivia (Episodio 2 - Episodio 4)
- Luis Iglesia como Víctor (Episodio 3 - Episodio 4)
- Mónica Caamaño como Carmen (Episodio 3)

## Episodios

### Temporada 1 (2022)
| N.º en serie | N.º en temp. | Título       | Dirigido por              | Escrito por              | Fecha de lanzamiento original |
| ------------ | ------------ | ------------ | ------------------------- | ------------------------ | ----------------------------- |
| 1            | 1            | «Episodio 1» | Jorge Coira               | Pepe Coira y Fran Araújo | 19 de mayo de 2022            |
| 2            | 2            | «Episodio 2» | Jorge Coira               | Pepe Coira y Fran Araújo | 19 de mayo de 2022            |
| 3            | 3            | «Episodio 3» | Jorge Coira y Elena Trapé | Pepe Coira y Fran Araújo | 19 de mayo de 2022            |
| 4            | 4            | «Episodio 4» | Elena Trapé               | Pepe Coira y Fran Araújo | 19 de mayo de 2022            |
| 5            | 5            | «Episodio 5» | Elena Trapé               | Pepe Coira y Fran Araújo | 19 de mayo de 2022            |
| 6            | 6            | «Episodio 6» | Jorge Coira               | Pepe Coira y Fran Araújo | 19 de mayo de 2022            |

### Temporada 2 (2023)
| N.º en serie | N.º en temp. | Título       | Dirigido por    | Escrito por              | Fecha de lanzamiento original |
| ------------ | ------------ | ------------ | --------------- | ------------------------ | ----------------------------- |
| 7            | 1            | «Episodio 1» | Rafa Montesinos | Pepe Coira y Fran Araújo | 16 de junio de 2023           |
| 8            | 2            | «Episodio 2» | Rafa Montesinos | Pepe Coira y Fran Araújo | 16 de junio de 2023           |
| 9            | 3            | «Episodio 3» | Rafa Montesinos | Pepe Coira y Fran Araújo | 16 de junio de 2023           |
| 10           | 4            | «Episodio 4» | Marta Pahissa   | Pepe Coira y Fran Araújo | 16 de junio de 2023           |
| 11           | 5            | «Episodio 5» | Marta Pahissa   | Pepe Coira y Fran Araújo | 16 de junio de 2023           |
| 12           | 6            | «Episodio 6» | Marta Pahissa   | Pepe Coira y Fran Araújo | 16 de junio de 2023           |

### Temporada 3 (2024)
| N.º en serie | N.º en temp. | Título       | Dirigido por  | Escrito por                           | Fecha de lanzamiento original |
| ------------ | ------------ | ------------ | ------------- | ------------------------------------- | ----------------------------- |
| 13           | 1            | «Episodio 1» | Jorge Coira   | Pepe Coira y Fran Araújo              | 12 de septiembre de 2024      |
| 14           | 2            | «Episodio 2» | Jorge Coira   | Pepe Coira y Fran Araújo              | 12 de septiembre de 2024      |
| 15           | 3            | «Episodio 3» | Javier Cámara | Pepe Coira y Fran Araújo              | 19 de septiembre de 2024      |
| 16           | 4            | «Episodio 4» | Jorge Coira   | Pepe Coira y Fran Araújo              | 26 de septiembre de 2024      |
| 17           | 5            | «Episodio 5» | Jorge Coira   | Pepe Coira, Fran Araújo y Clara Coira | 3 de octubre de 2024          |
| 18           | 6            | «Episodio 6» | Jorge Coira   | Pepe Coira, Fran Araújo y Clara Coira | 10 de octubre de 2024         |

## Producción
El 14 de julio de 2021, Movistar Plus+ (entonces Movistar+), anunció que Javier Cámara iba a protagonizar, Rapa la nueva serie de los creadores de Hierro para la plataforma. Su rodaje inicialmente estuvo previsto para septiembre, pero no fue hasta inicios de octubre cuando comenzó su rodaje en Cedeira y Ferrol, concluyendo a finales de 2021.
La tercera y última temporada comenzó su rodaje en agosto de 2023 y finalizó el 22 de noviembre del mismo año. Como novedad tras las cámaras, Javier Cámara dirigirá uno de los seis episodios de la tanda.

## Lanzamiento y marketing
El 19 de abril de 2022, Movistar Plus+ sacó un teaser trailer que anunció que Rapa se iba a estrenar al completo en Movistar Plus+ el 19 de mayo de 2022. El 5 de mayo de 2022, la plataforma sacó un tráiler más completo, así como los pósteres.

## Reconocimientos
| Año                                         | Premiación                                                | Categoría                                                                        | Nominado(s)                                                                                      | Resultado | Ref.   |
| ------------------------------------------- | --------------------------------------------------------- | -------------------------------------------------------------------------------- | ------------------------------------------------------------------------------------------------ | --------- | ------ |
| 2022                                        | Premios Iris                                              | Mejor ficción                                                                    | Rapa                                                                                             | Nominada  | [ 11 ] |
| 2022                                        | Premios Iris                                              | Mejor actor                                                                      | Javier Cámara                                                                                    | Ganador   | [ 11 ] |
| 2022                                        | Premios Iris                                              | Mejor dirección                                                                  | Jorge Coira y Elena Trapé                                                                        | Nominados | [ 11 ] |
| 2022                                        | Premios Iris                                              | Mejor guion                                                                      | Pepe Coira y Fran Araújo                                                                         | Nominados | [ 11 ] |
| 2023                                        | Premios Feroz                                             | Mejor serie dramática                                                            | Rapa                                                                                             | Nominada  | [ 12 ] |
| 2023                                        | Premios Feroz                                             | Mejor actor protagonista de una serie                                            | Javier Cámara                                                                                    | Nominado  | [ 12 ] |
| 2023                                        | Premios Feroz                                             | Mejor actriz protagonista de una serie                                           | Mónica López                                                                                     | Nominada  | [ 12 ] |
| 2023                                        | Premios Feroz                                             | Mejor actriz de reparto de una serie                                             | Lucía Veiga                                                                                      | Nominada  | [ 12 ] |
| 2023                                        | Premios Cinematográficos José María Forqué                | Mejor serie                                                                      | Rapa                                                                                             | Nominada  | [ 13 ] |
| 2023                                        | Premios Cinematográficos José María Forqué                | Mejor interpretación masculina en una serie                                      | Javier Cámara                                                                                    | Ganador   | [ 13 ] |
| 2023                                        | Premios Cinematográficos José María Forqué                | Mejor interpretación femenina en una serie                                       | Mónica López                                                                                     | Ganadora  | [ 13 ] |
| 2023                                        | Produ Awards                                              | Mejor serie policial                                                             | Rapa                                                                                             | Nominado  | [ 14 ] |
| 2023                                        | Produ Awards                                              | Mejor actor principal - Serie y miniserie de acción, policial, terror, thriller  | Javier Cámara                                                                                    | Ganadora  | [ 14 ] |
| 2023                                        | Produ Awards                                              | Mejor actriz principal - Serie y miniserie de acción, policial, terror, thriller | Mónica López                                                                                     | Nominado  | [ 14 ] |
| 2023                                        | Produ Awards                                              | Mejor productor de ficción - Serie y miniserie                                   | Alfonso Blanco, Domingo Corral, Ana Diez Pereda, Susana Herreras, Alejandra Sabá y Alfonso López | Nominado  | [ 14 ] |
| 2023                                        | Produ Awards                                              | Mejor guion - Serie y miniserie                                                  | Pepe Coira, Jorge Coira y Fran Araújo                                                            | Nominado  | [ 14 ] |
| 2024                                        | Premios Zoom de la Televisión y las Plataformas Digitales | Mejor Serie de Ficción                                                           | Rapa                                                                                             | Ganadora  | [ 15 ] |
| 2025                                        | Premios Mestre Mateo                                      | Mejor Serie de Ficción                                                           | Movistar+, Portocabo TV, S.L                                                                     | Ganadora  | [ 16 ] |
|                                             | Premios Mestre Mateo                                      | Mejor dirección                                                                  | Jorge Coira y Javier Cámara                                                                      | Ganadora  |        |
| Mejor dirección de fotografía               | Premios Mestre Mateo                                      | Jaime Pérez                                                                      | Ganadora                                                                                         |           |        |
| Mejor dirección de producción               | Premios Mestre Mateo                                      | Ana Míguez                                                                       | Ganadora                                                                                         |           |        |
| Mejor Guion                                 | Premios Mestre Mateo                                      | Pepe Coira y Fran Araújo                                                         | Ganadora                                                                                         |           |        |
| Mejor interpretación femenina protagonista  | Premios Mestre Mateo                                      | Mónica López                                                                     | Ganadora                                                                                         |           |        |
| Mejor interpretación masculina de reparto   | Premios Mestre Mateo                                      | Diego Anido                                                                      | Ganadora                                                                                         |           |        |
| Mejor interpretación masculina de reparto   | Premios Mestre Mateo                                      | Miguel Lira                                                                      | Nominados                                                                                        |           |        |
| Mejor interpretación masculina de reparto   | Premios Mestre Mateo                                      | Adrián Ríos                                                                      | Nominados                                                                                        |           |        |
| Mejor interpretación masculina protagonista | Premios Mestre Mateo                                      | Darío Loureiro                                                                   | Ganadora                                                                                         |           |        |
| Mejor interpretación masculina protagonista | Premios Mestre Mateo                                      | Javier Cámara                                                                    | Nominados                                                                                        |           |        |
| Mejor maquillaje y peluquería               | Premios Mestre Mateo                                      | Fanny Bello y Gemma Márquez                                                      | Ganadora                                                                                         |           |        |
| Mejor montaje                               | Premios Mestre Mateo                                      | Gaspar Broullón, Lu Rodríguez y Jorge Coira                                      | Ganadora                                                                                         |           |        |
| Mejor música original                       | Premios Mestre Mateo                                      | Xavi Font                                                                        | Ganadora                                                                                         |           |        |
| Mejor dirección de arte                     | Premios Mestre Mateo                                      | Inés Rodríguez                                                                   | Nominados                                                                                        |           |        |
| Mejor interpretación femenina de reparto    | Premios Mestre Mateo                                      | Sheyla Fariña                                                                    | Nominados                                                                                        |           |        |
| Mejor sonido                                | Premios Mestre Mateo                                      | Juan Gay y Diego Staub                                                           | Nominados                                                                                        |           |        |
| Mejor vestuario                             | Premios Mestre Mateo                                      | Alicia Dapena                                                                    | Nominados                                                                                        |           |        |